# Miles Smiles
Miles Smiles je studiové album amerického jazzového trumpetisty Milese Davise. Jeho nahrávání probíhalo v říjnu 1966 v Columbia Studio B v New Yorku. Album pak vyšlo v lednu 1967 u vydavatelství Columbia Records. Jeho producentem byl Teo Macero.

## Seznam skladeb
| Pořadí         | Název              | Autor          | Délka |
| -------------- | ------------------ | -------------- | ----- |
| 1.             | Orbits             | Wayne Shorter  | 4:37  |
| 2.             | Circle             | Miles Davis    | 5:52  |
| 3.             | Footprints         | Wayne Shorter  | 9:46  |
| 4.             | Dolores            | Wayne Shorter  | 6:20  |
| 5.             | Freedom Jazz Dance | Eddie Harris   | 7:13  |
| 6.             | Gingerbread Boy    | Jimmy Heath    | 7:43  |
| Celková délka: | Celková délka:     | Celková délka: | 41:44 |

## Obsazení
- Miles Davis – trubka
- Wayne Shorter – tenorsaxofon
- Herbie Hancock – klavír
- Ron Carter – kontrabas
- Tony Williams – bicí